# Laurium (castellum)

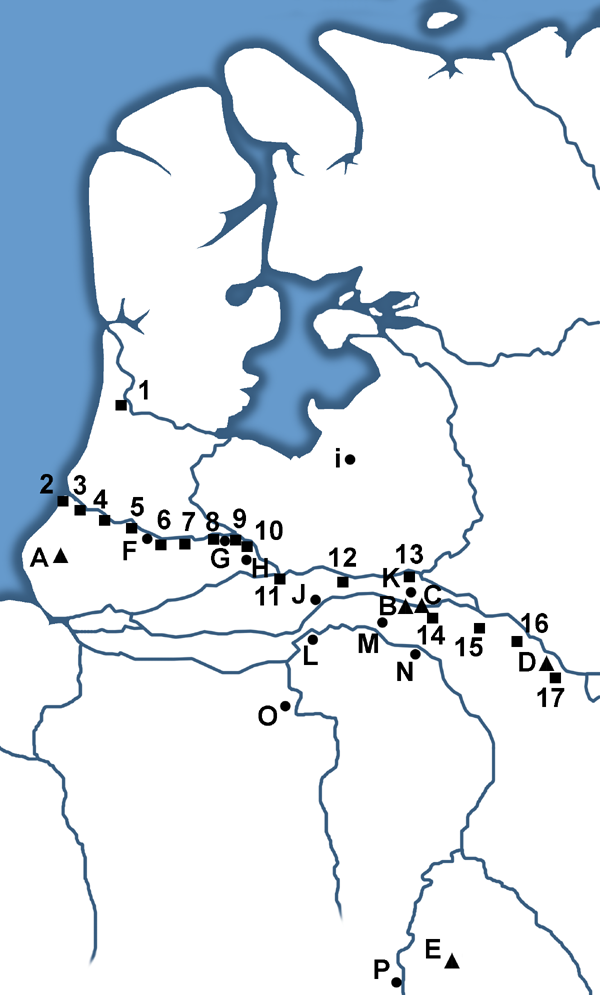
Romeinse steden, forten en nederzettingen in Neder-Germanië, met langs de linkeroever van de toenmalige Rijn een opbouw van forten die de zwaar versterkte grenslinie vormden. Laurium staat onder nummer 7 in de afbeelding. Laurium en andere Romeinse forten zijn erin als vierkant weergegeven, steden als driehoek, nederzettingen en kampen als stip.

Laurium of Laurum was een Romeins fort in de provincie Neder-Germanië. 
Laurium was een grensfort (Latijn: castellum) langs de limes, de noordgrens van het Romeinse Rijk aan de rivier de Rijn, tegenwoordig de Oude Rijn. Laurium wordt geïdentificeerd met het deels opgegraven castellum in Woerden. Restanten van onder meer het omgrachte fort, de burgernederzetting (vicus), Romeinse schepen en houten kadewerken zijn daar teruggevonden.
Vandaag de dag is bovengronds Laurium niet meer zichtbaar. In het stadscentrum van Woerden is de locatie herkenbaar als een zeer lage heuvel. De omlijning van het castellum is in het plaveisel aangegeven. Op die heuvel staat onder andere de Petruskerk. In de oudste bouwfasen van deze kerk is  materiaal gebruikt dat van oorsprong Romeins was.
In Woerden zijn in het Stadsmuseum en in de parkeergarage Castellum (drive-inmuseum) vondsten te bezichtigen. 

## Laurium als naam
Laurium wordt als Laurı vermeld op de Peutingerkaart (Tabula Peutingeriana) tussen Fletione (in de omgeving van de stad Utrecht, vermoedelijk Vleuten of Vechten) en Nigropullo (Zwammerdam), met een i zonder punt. Dit kan zowel Laurium als Laurum betekenen. Dit wordt weergegeven in het beeld "Laur_um" dat in Woerden staat.

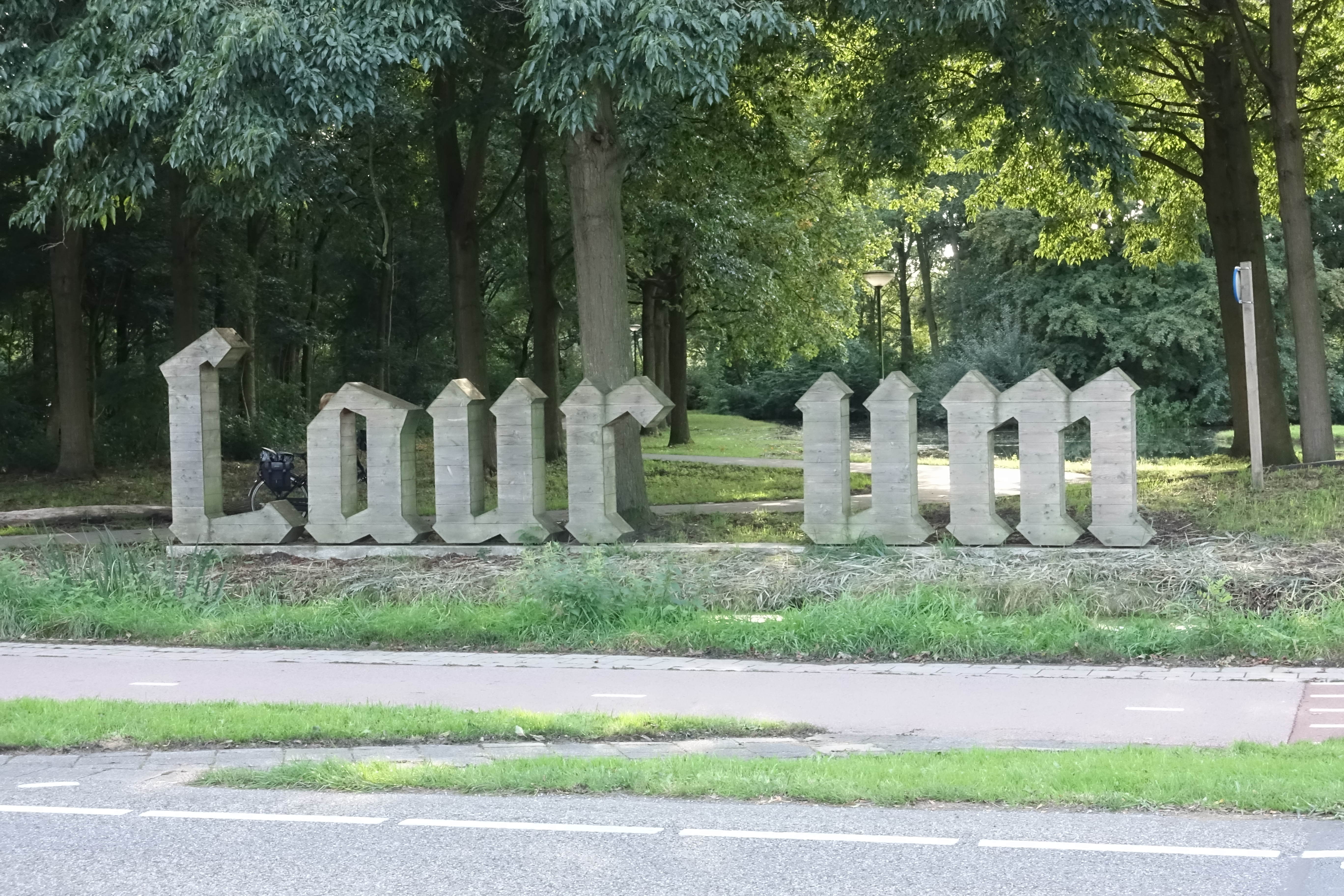
Beeld Laur_um

## Castellum in de Romeinse tijd

### Bouw en bouwfasen
Het houten auxilia legerkamp werd vermoedelijk gebouwd rond 41 na Chr. , in de tijd van keizer Caligula. Destijds werd het fort in een kronkelwaard op een oeverwal aan de Rijn gebouwd bij de plek waar die in verbinding stond met de riviertjes de Linschoten en de Grecht.
Een mogelijke reden voor de bouw van het fort kunnen plannen voor een Romeinse invasie van Engeland zijn geweest.
Al binnen enkele jaren na de bouw werd rond 47 een nieuw fort een klein stukje noordelijker ervoor in de plaats gebouwd. Dit nieuwe fort werd, evenals vele andere Romeinse forten, verwoest tijdens de Bataafse Opstand van 69-70. Nadat de rust was weergekeerd werd het fort op diezelfde nieuwe plek herbouwd. Gedurende de Romeinse tijd werd het fort vermoedelijk nog eenmaal rond 175 verbouwd in steen, toen met een afmeting van 90 x 140 meter. Hierdoor zijn vier periodes voor Laurium te onderscheiden, die Woerden I t/m IV worden genoemd. De laatste periode loopt tot circa 260 toen de Germaanse invallen begonnen. Rond het jaar 275 werd het fort door de Romeinen opgegeven. Uit gevonden munten is echter gebleken dat de Romeinen nog terugkwamen in de 4e eeuw.
Overstromingen waren een risico en in de Romeinse tijd is dit voorgekomen. Het fort en de directe omgeving ervan bleken meermaals opgehoogd te zijn.

### Bemanning
In het fort was waarschijnlijk een cohort van ongeveer 500 man gelegerd. Door archeologische opgravingen te Woerden zijn namen van de legereenheden bekend: de Cohors XV Voluntarium (civium Romanorum pia fidelis) bestaande uit vrijwillige infanteristen van Romeinse burgers, en de Cohors III Breucorum die hen rond het midden van de 2e eeuw afloste.

### Indeling

Ligging van het castellum Laurium (fase II) en de schepen van Woerden op de stadsplattegrond van 2017

Het fort is niet volledig opgegraven, omdat er veel stedelijke bebouwing bovenop staat. 
Wel is bekend uit opgravingen dat er binnen het castellum diverse gebouwen waren voor de Romeinse militairen zoals een stenen hoofdgebouw (principia) uit periode IV en houten barakken uit periode II en III. Tevens bevonden zich in periode II t/m IV twee haaks op elkaar staande wegen in het fort. De grootste van die twee, de via principalis, liep door de toegangspoorten van het fort naar buiten. Heden ligt de oostelijke doorgaande weg ervan exact onder de Kerkstraat. De limesweg lag circa 60 meter ten zuiden van het fort in periode II t/m IV en liep grofweg oostzuidoost-westzuidwest. Deze weg verbond Laurium met de andere forten langs de limes.
Direct buiten het omgrachte fort werd aan de westzijde de burgerlijke nederzetting teruggevonden die pas na 70 sterk groeide omdat het castellum vanaf dan onder meer continu bemand werd. In deze vicus werd handel gedaan en ambachten uitgevoerd zoals metaalbewerking en aardewerkproductie. Mogelijk was er ook een badhuis gelegen naast het fort.
Bij opgravingen in 2002 werden delen van grachten blootgelegd. Er zijn bij opgravingen in totaal 7 grachten gevonden, die niet gelijktijdig hebben gefunctioneerd. Een van de grachten was een balkjesgracht, Aan weerszijden van de gracht waren onder een hoek balkjes aangebracht, met een lengte van 2,5 m. Deze gracht is zeker aan drie kanten van het castellum aangebracht. Mogelijk is deze constructie gebruikt om stevige grachtkanten te maken.

### Opgegraven voorwerpen
Bij de opgravingen in 2002 zijn onder andere 191 munten gevonden, waarvan 170 Romeinse. Deze stammen voornamelijk uit de 1e eeuw, uit de periodes van Augustus tot Claudius. Ander Romeins vondstmateriaal dat door archeologen werd ontdekt zijn onder andere een bronzen fibula (mantelspeld) uit circa 200 en terra sigillata aardewerk. Een altaarsteen gewijd aan de zonnegod Sol Invictus Helagabalus en de godin Minerva werd in 1988 aangetroffen.
Tijdens opgravingen in 2003 werd het vrachtschip Woerden 7 gevonden voorafgaand aan de bouw van een parkeergarage. Het bleek te gaan om een rivierplatbodem die gereconstrueerd 4,30 m breed en vermoedelijk bijna 30 meter lang was. Het ervoor gebruikte hout was afkomstig uit Duitsland en Nederland en dateert uit de winter van 162/163. Bijzonder aan het schip was dat het zowel gezeild als geroeid kon worden en dat aan boord meerdere leren schoenen werden aangetroffen. Al eerder waren er andere vaartuigen in Woerden ontdekt waaronder het circa 20 meter lange Romeinse graanschip Woerden 1 en boomstamkano's.

## Werelderfgoed
Het fort bij Woerden is een schakel in de Neder-Germaanse limes, de lijn van grensforten aan de noordgrens van het Romeinse Rijk. Op 27 juli 2021 zijn tijdens de vergadering van het Werelderfgoedcomité van de UNESCO in het Chinese Fuzhou onderdelen uit het nominatiedossier, waaronder het fort bij Woerden,  de status van Werelderfgoed toegekend.
Het belang van het fort in het nominatiedossier wordt als volgt omschreven:
.De best bewaarde overblijfselen lijken die te zijn uit de houtbouwfasen, daterend uit het einde van de 2e eeuw. In ieder geval op diepere niveaus is het hout nog steeds goed bewaard gebleven, en het kan zijn dat de overblijfselen van de binnengebouwen van dezelfde zeldzame kwaliteit zijn als bij Valkenburg-Centrum. De houten bekleding van een van de sloten is tot nu toe ongeëvenaard.